# Скорпоро
Скорпоро (італійською: [ˈskɔrporo], «роздавати») — це змішана виборча система (іноді називається системою додаткового члена), при якому частина членів обираються в одномандатних округах (SMD, single-member district) і частина обираються зі списку. Вона може бути визначений як система паралельного голосування, яка виключає частину (до 100 %) голосів переможців в SMD на виборах пропорційної рівня, щоб отримати в результаті більш пропорційний результат. Виключення частини голосів переможців SMD відрізняє Скорпоро від паралельного голосування і робить систему трохи ближче до змішаного пропорційного представництва. Система була використані в Італії та на частину компенсаторного рівня на Національних зборах Угорщини.

## Використання у Італії
Скорпоро був в силі на виборах в двопалатний парламент Італії засновий на законі 277/1993 з 1993 по 2005 ріки. В рамках цієї системи, членами можуть бути обрані двома методами:
- Близько 75 % депутатів були обрані по одномандатних округах (SMD) з допомогою системи відносної більшості.
- Приблизно 25 % від членів були обрані за списком залежно від частки голосів, отриманих партією (використовуючи метод Д Ондта), з винятком частки голосів переможця.

Система мала наступні правила для різних урядувань:

### Сенат
- Список місць був розрахований на регіональному рівні.
- Всі голоси за переможців були виключені зі списку розподілу.
- Поріг не був застосований для списку місць.
- У SMD голосування та спискок голосів були пов'язані, обмежуючи використання підсадних списків (див. нижче).

### Палата депутатів
- Список місць був розрахований на національному рівні.
- Кількість голосів переможця, виключених зі голосування списку, дорівнював голосам другого місця + 1. Це показувало кількість голосів, необхідних для обрання переможця в SMD.
- Був виставленний поріг у 4 % для отримання місць для партій.
- Місцеве голосування та голосування за списками не були прив'язані один до одного, тим самим забезпечуючи стимул для помилкових списків (див. нижче).

### Зловживання у виборах Італійської палати депутатів 2001 року
В італійських загальних виборах, 2001, одна з двох основних коаліцій («Дім Свобод», яка виступала проти системи), пов'язана багато виборчих кандидатів у список принади (liste civetta) у пропорційній частині, під назвою Аболізіоне Скорпоро (Abolizione Scorporo). В якості захисного ходу, інша коаліція, Оливкове Дерево, повинна була зробити теж саме, під назвою Паесе Нуово (Paese Nuovo). Це успішно обішло компенсаторний елемент пропорційних списків.
Виборців у незалежних виборчих округах мандатів, отриманих кожною коаліцією, все ще рахувалися у кількості пропорціональних місць, які вони отримали. Два принада спискі коаліцій отримали 360 з 475 місць, більше половини з загальної кількості в 630 місць, незважаючи на отримання менше ніж 0.2 % у національно-пропорціної частині голосування. У разі Форца Італія (входить в «Дім Свобод»), тактика була настільки успішною, що не вистачало кандидатів пропорційного рівня, щоб зайняти всі місця які вони виграли, через що вони втратили 12 місць.
Цьому сприяло те, що система скорпого дозволяла не пов'язувати SMD голос і список голосування. Принада списки-це поширена проблема, у всіх компенсаційних і псевдо-компенсаторних систем і не є унікальною проблемою для скорпоро.

### Abolition
Завдяки опозиції зі сторони Сільвіо Берлусконі, Італія відмінила напів-пропорційну репрезентацію у 2005 році.[прояснити][джерело?]

## Використання у Угорщині
Компенсаторна частина Національної Ассамблеі Угорщини (яка схожа на тип паралельного голосування з додатковими системами) віддається політичним партіям, які досягли національного порогу голосів у 5 %. Поріг вираховується базуючись на кількості голосів програвших кандидатів у першому раунді голосуваннь окремих дільниць. Але, кінцевий результат партій покращується за допомогою всіх «витрачених» голосів на регіональному рівні виробів за списками (див. нижче).

## Пропорційні системи
Багато систем, які використовують регіональні списки пропорційної репрезентації, також мають компенсаторний механізм, схожий до скорпоро з його витраченими голосами на районному або регіональному рівні. Тому що системи презентації списками можуть мати більше ніж одного кандидата на район, вони схильні використовувати «витрачені голоси» на відміну від голосів вибувших кандидатів.
Країни які використовують такі рівні виборів:
- Угорщина (див. вищче)
- Австрія, яка не використовує фіксовану кількість компенсуючих місць.
- Німеччина запропонувала схожий механізм компенсації до також запропонованих регіональної змішаної системи з компенсацією, як частину виборчої реформи 2009 року. Але весь закон був признаний неконстуційним через інші причини.